# Mayener Ware
Mayener Ware ist die Sammelbezeichnung für drehscheibengedrehte Keramikgefäße, die von der Spätantike bis in die frühe Neuzeit in Töpfereibetrieben in der heutigen Stadt Mayen (Landkreis Mayen-Koblenz) hergestellt wurden.

## Geschichte
Bereits ab dem 3. Jahrhundert produzierten römische Töpferbetriebe Mayener Ware. Die spätantiken Öfen standen am linken Ufer der Nette, am Rand des vicus von Mayen, wodurch die Siedlung einen ersten wirtschaftlichen Aufschwung im 3. und 4. Jahrhundert erlebte. Die Mayener Ware wurde über die römischen Handelswege an Mosel und Rhein vom Bodensee bis nach England verbreitet. Spätestens in fränkischer Zeit verlegten die Mayener Töpfer ihre Produktionsstätten an das linke Ufer des Flusses. In diese Zeit, in das 6. bis 8. Jahrhundert, fällt eine weitere wirtschaftliche Blütezeit. Die Töpferbetriebe blieben auch noch bestehen, als im 13. Jahrhundert die Genovevaburg errichtet wurde. Im ausgehenden Mittelalter verloren die Mayener Töpfereien jedoch zugunsten des Töpfereistandorts Siegburg an wirtschaftlicher Bedeutung. Im 15./16. Jahrhundert sind nur noch wenige Produkte der Mayener Ware nachweisbar. Spätestens die Zerstörung Mayens durch französische Truppen unter Marschall Duras infolge des Pfälzischen Erbfolgekrieges beendete die über 1000-jährige Töpfertradition.

## Forschungsgeschichte
Erstmals definierte Kurt Böhner 1958 die in Mayen hergestellte Gefäßkeramik als eigenständige Warengruppe.
Aus römischer Zeit sind mittlerweile mindestens 18 Produktionsstätten der Mayener Ware bekannt. Sie befinden sich größtenteils am linken Ufer des Flusses Nette, nordöstlich des heutigen Ortszentrums. Bislang wurden diese jedoch noch nicht archäologisch untersucht. Von ihnen sind lediglich die Töpfereierzeugnisse bekannt, welche petrographisch eindeutig Mayener Tonlagerstätten zugeordnet werden können.
Die mittelalterlichen Produktionsstätten der Mayener Töpfereien lagen auf der rechten Seite der Nette zwischen der Genovevaburg und dem heutigen St.-Elisabeth-Krankenhaus. Die ältesten bekannten mittelalterlichen Töpferöfen in diesem Areal datieren in das 6. Jahrhundert.
Erste systematische Untersuchungen dieser Öfen fanden unter der Leitung von Hans Eiden 1974/75 im Bereich Siegfriedstraße statt. In den Jahren 1986 und 87 folgte eine Ausgrabung durch das Landesamt für Archäologie Koblenz anlässlich des Baus des Parkhauses „Burggarage.“ Das zur Bebauung anstehende Grundstück befand sich auf dem Glacis der Genovevaburg, das heißt auf einem Gelände, das zu Verteidigungszwecken seit dem Bau der Burg unbebaut geblieben war. Diese bauliche Besonderheit barg die einmalige Gelegenheit, fundamentale Erkenntnisse über die Zeit der Fränkischen Landnahme, den Übergang von der römischen Spätantike zum frühen Mittelalter, liefern zu können. Die Chance konnte jedoch nicht wahrgenommen werden, da die baubegleitende Notgrabung unter dem Druck der Investoren und des Bauherrn des Parkhauses stand und trotz der überregionalen Bedeutung des Bodendenkmals nur minimal dokumentiert und untersucht werden konnte.

## Technik
Die Mayener Töpfereien produzierten, unabhängig von politischen Veränderungen, etwa vom 3. Jahrhundert n. Chr. bis in das 16. Jahrhundert hinein.
Hergestellt wurden vornehmlich tönerne Gefäße zunächst aus Irdenware, später auch härter gebrannte Ware, die als Mayener Faststeinzeug bekannt ist. Allen gemeinsam sind die Fertigung auf einer schnelldrehenden Töpferscheibe und der charakteristische Scherben.
Der Ton zur Herstellung der Mayener Ware wurde in tertiären Lagerstätten aus der näheren Umgebung von Mayen in der Vulkaneifel gewonnen und ist durch den Vulkanismus der Eifel geprägt.
Die Farbe des Scherbens variiert zwischen grau und graugelb. Ein besonderes Merkmal der Mayener Keramikproduktion sind Einschlüsse vulkanischer Minerale, wie Sanidin, Plagioklas, Augit und Hornblenden, die in der Tonmatrix des Scherbens auch makroskopisch sichtbar sind. Dadurch erhält der Scherben eine sandige Struktur.
Teilweise ist für die Mayener Ware die geschichtet wirkende Schiefertextur des Scherbens kennzeichnend.

## Produktgruppen der Mayener Ware (Fabrics)

### Gliederung der Gruppe (nach REDKNAP 1988)
| Fabric   | Beschreibung                       | Datierung                         |
| -------- | ---------------------------------- | --------------------------------- |
| Mayen R  | Spät-Römische Ware                 | 3. bis Mitte 5. Jahrhundert       |
| Mayen A  | Rauhwandige Ware                   | ab 5. Jahrhundert                 |
| Mayen B  | Geglättete, rot-engobierte Ware    | 5. bis 7. Jh. Jahrhundert         |
| Mayen D  | Spätmerowingische, geglättete Ware | 6. bis 7. Jahrhundert             |
| Mayen FP | Rot bemalte Ware                   | Mitte 7. bis Mitte 8. Jahrhundert |
| Mayen F  | Faststeinzeug                      | ab 7. Jahrhundert                 |
| Mayen K  | Protosteinzeug                     | 12. bis 13. Jahrhundert           |

### Mayen Fabric R
Die Produktion von Mayen Fabric R setzt in nach-diokletianischer Zeit ein. Hauptformen sind Vorratsgefäße mit Deckel.
Als Datierungsgrundlage für die römische Töpfereiproduktion in Mayen dienen Referenzgrabungen in Trier, Köln, Alzey und Kaiseraugst. Neben stratigraphischen Anhaltspunkten geben Münzschätze, die im Zusammenhang mit Mayener Keramik gefunden wurden, wichtige Datierungshinweise.
Gegen Ende des 4. Jahrhunderts wird die spätrömische Mayener Ware sukzessive durch Produkte des Töpferortes Speicher verdrängt.

### Mayen Fabric A
Die frühmerowingische Produktion rauwandiger Ware ist nach der Formensprache und der angewandten Brenntechnik auf den ersten Blick kaum von der römischen Mayener Ware (Fabric R) zu unterscheiden. Charakteristisch ist jedoch das sichelförmige Randprofil der hergestellten Töpfe und die dicker werdenden Böden.

### Mayen Fabric B
Die merowingische Mayen Fabric B beinhaltet qualitativ hochwertige, rot engobierte Irdenware. Die Oberfläche der Gefäße ist geglättet. Drehrillen sind nur an der Innenseite der Gefäße erkennbar. Schüsseln mit gekehlten Rändern bilden die Leitform.
In der Spätphase von Fabric B kommen Töpfe auf, die in ihrer Form bereits an Kugeltöpfe erinnern.

### Mayen Fabric D
Die spätmerowingische Mayen Fabric D entwickelt die Schüsseln mit gekehlten Rändern weiter. Daneben kommen in dieser Fabric Kugeltöpfe auf. Das Dekor der Fabric D ist teilweise alemannischen Techniken nachempfunden.

### Mayen Fabric FP
In karolingischer Zeit produzieren die Mayener Töpfereien oxidierend gebrannte Gefäße mit orange-roter bis roter Bemalung. Die Formenvielfalt der hergestellten Gefäße geht zugunsten von Kugeltopfformen zurück.

### Mayen Fabric F
Ab dem 7. Jahrhundert sind die Mayener Töpfer in der Lage, die Brenntemperatur dauerhaft zu erhöhen und serienmäßig Faststeinzeug zu produzieren. Leitformen der Fabric F sind Kugeltöpfe mit einem charakteristischen Wackel- oder Linsenboden.

### Mayen Fabric K
Im Hochmittelalter werden in Mayen Protosteinzeug-Gefäße mit rot-braunem Scherben hergestellt. Die Fabric K beinhaltet vor allem Trink- und Vorratsgefäße.

### Sonstige
Neben klassischer Gefäßkeramik wurden in der späten Produktionsphase auch Bodenfliesen und Ofenkacheln hergestellt.

## Denkmalschutz
Die spätantiken, mittelalterlichen und frühneuzeitlichen Töpfereibetriebe in Mayen stellen Bodendenkmäler im Sinne des Denkmalschutzgesetzes des Landes Rheinland-Pfalz (DSchG) dar. Nachforschungen und gezieltes Sammeln von Funden sind genehmigungspflichtig, Zufallsfunde an die Denkmalbehörden zu melden.